# 岡明之助
岡明之助（日语：／ Oka Akinosuke，1890年7月5日—1943年2月2日）是一名大日本帝國陸軍上校，也是第二次世界大戰太平洋戰區瓜達康納爾島戰役中具有重要戰略意義的日軍指揮官。他在戰死後被追授為少將。

## 生平
岡出生於和歌山縣，1912年畢業於日本陸軍士官學校第24期。作為一名中尉，他曾在日本陸軍第7步兵團服役，隨後在日本陸軍第77步兵團服役。1924年，他接受裝甲戰的專門訓練，但在其職業生涯中始終留在步兵部隊。1930年晉升為少校，1935年晉升為中校，1939年3月晉升為上校。
1939年6月，岡成為關東軍轄下守衛滿洲國邊境對抗蘇聯的第8邊防巡邏隊第四區司令。1940年6月，他被指派指揮IJA第124步兵團，參與第二次中日戰爭的作戰行動。之後，他被川口清健少將斥候擬入侵新幾內亞的摩斯比港，並於1942年調派至西南太平洋前線，與一木清直大佐指揮的部隊一起在瓜達康納爾島登陸。
岡在1942年9月的埃德森嶺戰役中指揮第35步兵旅的部分日軍，慘遭失利。之後，他在1942年9月的馬坦尼考行動中成功守衛了馬坦尼考河地區。在韓德生基地戰役中，他率領第124步兵團的1,200名士兵橫渡馬坦尼考河，並於1942年10月26日清晨攻擊美國海軍陸戰隊的防線，但他的攻擊被擊退，部下損失慘重，促使日軍在這場戰役中全面慘敗。
在1943年1月的奧斯登山、奔馬和海馬戰役中，岡和第124步兵團的第一營和第三營試圖保衛一個稱為海馬（Sea Horse）的地形地物免遭美軍攻擊，但未能成功。在失去了對該地形和周圍地區的控制後，岡和他倖存的部隊逃到友軍陣地。日本的記錄顯示他在這之後不久就被殺了，但有些資料顯示他可能在Ke號作戰中與其他日軍一起撤退，並在行動中活了下來。他被追授少將軍銜。

## 外部連結
- Hough, Frank O.; Ludwig, Verle E.; Shaw, Henry I. Jr. . History of U.S. Marine Corps Operations in World War II.   [2006-05-16]. （原始内容存档于27 June 2006）.
- Shaw, Henry I. . Marines in World War II Commemorative Series. 1992  [2006-07-25]. （原始内容存档于14 June 2006）.
- Zimmerman, John L. . Marines in World War II Historical Monograph. 1949  [2006-07-04]. （原始内容存档于19 June 2006）.